# Miseryfjellet

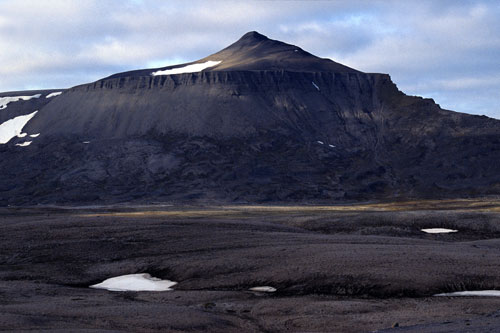
Miseryfjellet, o ponto mais alto de Bjørnøya, com 536 metros de altitude.

Miseryfjellet (o pico da miséria) é o ponto mais alto da ilha do Urso, no arquipélago de Svalbard. O monte tem 536 m de altitude, erguendo-se próximo do extremo sul da ilha. Outros montes de razoável altitude são o  Antarcticfjellet, no sueste da ilha, e os Fuglefjellet, Hamburgfjellet, e Alfredfjellet no sudoeste. A parte norte da ilha forma uma região baixa e aplanada que ocupa cerca de dois terços da ilha.